# Симонов, Иван Михайлович
Ива́н Миха́йлович Си́монов (1794—1855) — русский астроном, один из первооткрывателей южного полярного материка — Антарктиды, ректор Императорского Казанского университета (1846—1854).

## Биография

### Ранние годы, учёба и начало карьеры
Родился в городе Астрахани в семье купца Михаила Симонова, числившегося в купеческом сословии в городе Гороховце Владимирской губернии, но занимавшегося торговлей в Астрахани. До 1808 учился в Астраханской губернской гимназии, затем поступил в Казанскую гимназию, а в 1809 — в Императорский Казанский университет. По окончании университетского курса в 1810 Симонов, по предложению попечителя Казанского учебного округа С. Я. Румовского, держал экзамен сразу на учёную степень магистра физико-математических наук. Он представил работу «О притяжении однородных сфероидов», в которой изложил ряд пояснений к третьей книге «Небесной механики» Лапласа.
Утверждение его магистром затянулось до 1812 из-за сословных затруднений. Для получения учёной степени необходимо было увольнение из купеческого сословия по месту приписки к этому сословию. Гороховецкая городская дума подала рапорт Владимирскому губернатору князю И. М. Долгорукову, по получении разрешения от которого, выдала Симонову требуемый аттестат.
Практические занятия астрономией начались для Симонова с наблюдения так называемой Большой кометы 1811 года. Вместе с ним в наблюдениях участвовали его профессор И. Литтров и магистр математики Н. И. Лобачевский. Результаты были опубликованы в «Казанских известиях» в сентябре 1811. За эти наблюдения они получили благодарность от попечителя Казанского учебного округа С. Я. Румовского — выдающегося астронома того времени, ученика М. В. Ломоносова и Л. Эйлера.
Магистерская степень Симонову была присвоена 12 июня 1812, и с этого дня он поступил на государственную службу по учебному ведомству, которая продлилась более, чем 42 года. В 1814 Симонова назначили адъюнктом по кафедре астрономии, а в 1816, после отъезда из Казани его учителя, профессора астрономии И. Литтрова, Симонов стал экстраординарным профессором двух кафедр Казанского университета: теоретической и практической астрономии. В 1816—1818 Симонов ездил в Петербург для ознакомления с академической обсерваторией. Там он работал под руководством академиков В. К. Вишневского и Ф. И. Шуберта, совершенствуясь в практической астрономии.

### Кругосветное плавание
В 1819 по предложению Академии наук Симонов, только что прошедший хорошую практическую подготовку, был назначен астрономом в кругосветное плавание в южное полушарие на шлюпах «Восток» и «Мирный». Экспедиция под командованием капитана II ранга Ф. Ф. Беллинсгаузена и лейтенанта М. П. Лазарева отправилась из Кронштадта в июле 1819 и возвратилась туда же в 1821. Эта экспедиция впервые в истории увидела шельфовые льды южного полярного материка — Антарктиды (шельфовый ледник Беллинсгаузена).
И. М. Симонов стал первым русским астрономом, совершившим кругосветное путешествие. Он первым из русских астрономов выполнил наблюдения звёзд южного полушария неба, которые никогда не видны в России. Симонов был единственным учёным в экспедиции. Помимо астрономических наблюдений и определения географических координат, он проводил магнитные наблюдения и впервые установил, что Южный магнитный полюс Земли расположен на 76° ю. ш. и 142,5° в. д. (с тех пор его положение существенно изменилось из-за векового смещения магнитных полюсов).
Собранные Симоновым в южной полярной области и на островах Тихого океана естественно-научные и этнографические коллекции (около 180 экспонатов) были переданы Казанскому университету. Они пополнили его геологический и зоологический музеи и положили начало этнографическому музею. Симонов оставил подробное описание (путевой дневник) путешествия.
Симонов первым рассказал русским и зарубежным читателям о результатах географических открытий, сделанных экспедицией. Уже в феврале 1821 (когда корабли ещё находились в плавании) журнал «Казанский вестник» напечатал выдержки из подробных писем Симонова попечителю Казанского учебного округа М. Л. Магницкому, отправленных из Австралии. В 1822 в Казани была издана отдельной брошюрой актовая речь Симонова, произнесённая им в университете: «Слово об успехах плавания шлюпов „Восток“ и „Мирный“ около света и особенно в Южном Ледовитом море в 1819, 1820 и 1821 годах». Вскоре она была опубликована в Европе на немецком и французском языках. Полный отчёт Ф. Ф. Беллинсгаузена вышел в свет лишь в 1831 году — через 10 лет после окончания экспедиции.
За участие в плавании император Александр I наградил Симонова орденом Анны II степени, что дало ему право на потомственное дворянство. Ему также была установлена пенсия в размере жалования экстраординарного профессора.

### Казанский университет

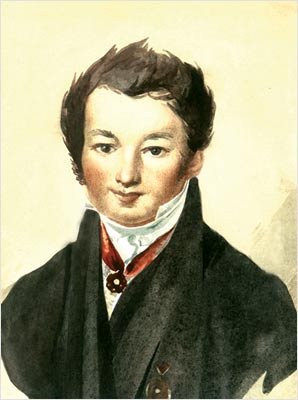
И. М. Симонов вскоре после кругосветного плавания, ок. 1822 г.

По возвращении в Казань в 1822 утверждён в звании ординарного профессора астрономии. В 1822—1823 и 1825—1830 — декан физико-математического факультета Казанского университета.
В 1823 вместе с профессором физики А. Я. Купфером он был командирован в Европу для приобретения астрономических и физических приборов. В этой поездке Симонов посетил крупнейшие научные центры Германии, Австро-Венгрии, Франции, Италии, Швейцарии.
В 1828 объехал значительную часть Казанской губернии и часть Симбирской и Оренбургской, где путём астрономических наблюдений установил точные географические координаты многих городов, а с помощью барометра определил, на какой высоте расположены посещенные им места.
Им была разработана конструкция отражательного прибора для определения географической широты при высоком положении Солнца над горизонтом. Симонов одним из первых в России начал изучать земной магнетизм.
В 1832 году на венчании Н. И. Лобачевского был поручителем по женихе.
По инициативе И. М. Симонова в Казани были основаны две обсерватории — астрономическая, директором которой он был в 1838—1855, и магнитная (1843).
Член-корреспондент Петербургской АН (с 1829), а также 15 зарубежных академий наук и научных обществ.
В 1842 совершил ещё одну поездку по Европе, о которой подробно рассказал в «Записках и воспоминаниях о путешествии по Англии, Франции, Бельгии и Германии в 1842 году» (Казань, 1844).

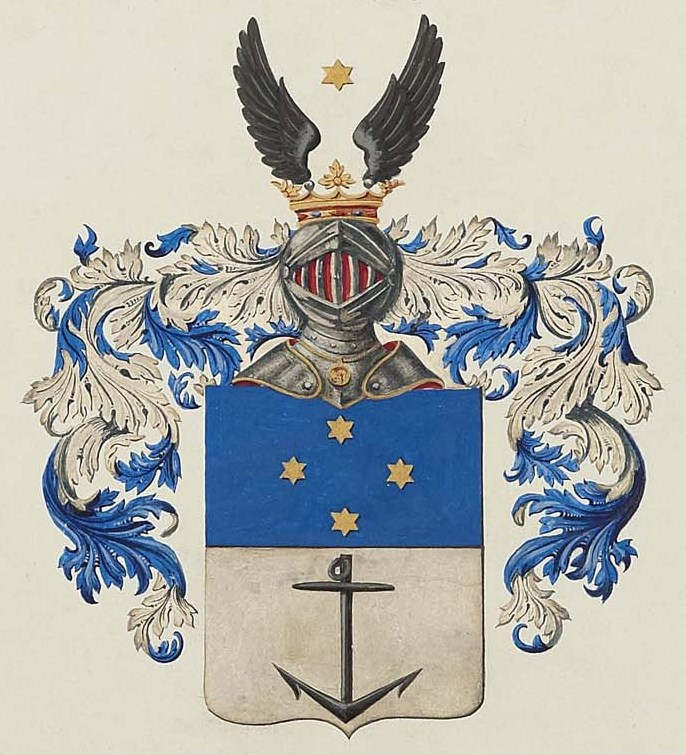
Дворянский герб И. М. Симонова (1846)

19 апреля 1846 г. император Николай I подписал грамоту о жаловании дворянства и дворянского герба действительному статскому советнику И. М. Симонову. Описание герба гласит: Щит поделен на две части горизонтально. Вверху в голубом поле симметрично четыре шестиконечных звезды (1, 2, 1). Внизу в серебряном поле вертикально черный якорь с анкерштоком. Над щитом дворянский коронованный шлем. Нашлемник — два черных орлиных крыла. Над ним посередине золотая шестиконечная звезда. Намет голубой, подложен серебром. Герб отражает заслуги, за которые пожаловано дворянство — исследования в районе Южного полюса (стилизованное созвездие Южный Крест), совершённые в ходе морской экспедиции (якорь). Звезда над щитом символизирует астрономию как род занятий владельца герба.
С 1846 г. и до своей смерти в 1855 г. И. М. Симонов был ректором Казанского университета, сменив на этом посту Н. И. Лобачевского.
Был первым российским астрономом, который наблюдал в ноябре 1846 только что открытую новую планету Нептун.

## Награды
(ордена — по хронологии получения)
- Святого Равноапостольного Князя Владимира 4 степени (1819)
- Святой Анны 2 степени (1821)
- Святой Анны 2 степени с императорской короной (1835)
- Святого Равноапостольного Князя Владимира 3 степени (1837)
- Святого Станислава 1 степени
- Святой Анны 1 степени (1854)

## Память
В честь Симонова названы:
- остров Симонова в Тихом океане, самый южный в группе островов Лау (Фиджи); его местное название — Тувана-Итоло[7].

Необитаемый остров в Тихом океане на 21° 2' 55" ю. ш. и 178° 46' 23" з. д., размером примерно 1,5 х 0,8 км, поросший кокосовыми пальмами и окруженный коралловым рифом, открыт 19 (31) августа 1820 г. русской кругосветной экспедицией с участием Симонова. Название предложил руководитель экспедиции Ф. Ф. Беллинсгаузен.

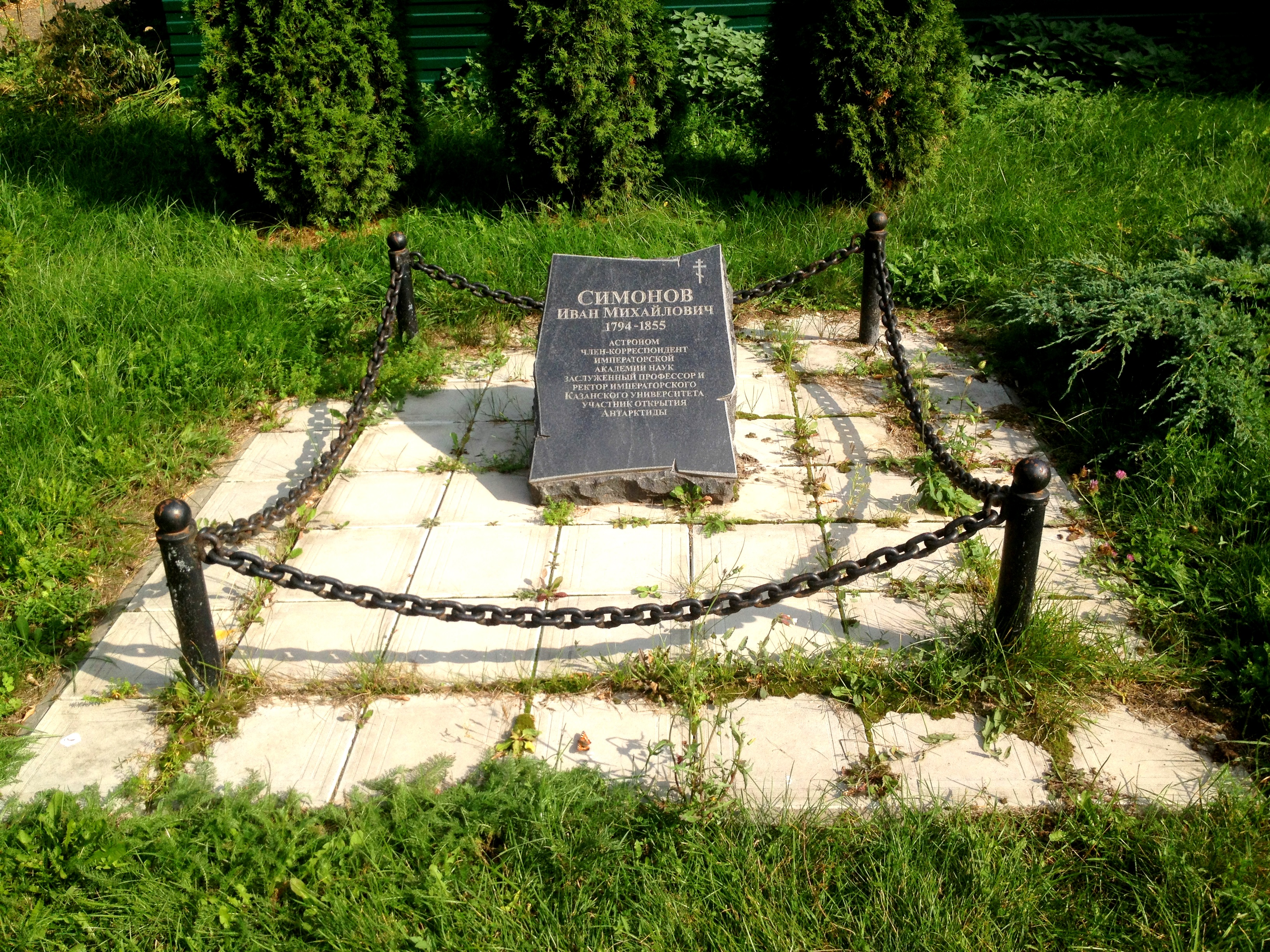
Могила (кенотаф) И. М. Симонова в Казани

- ледник Симонова (норв. Simonovbreen) на антарктическом острове Петра I.

Ледник длиной 7 км назван норвежскими полярниками, впервые ступившими на острова Петра I (его размеры 19 х 11 км) в 1929 году — более века спустя после открытия этого острова 11 января 1821 года русской экспедицией, в которой участвовал Симонов. Этот ледник спускается со склона в северо-восточной части острова, выступая в море ледяным мысом, протяженность которого меняется от сезона к сезону. Первоначально было дано название мыс Симонова (норв. Simanows odde, Simonovodde), но со временем этот мыс исчез, расколовшись на айсберги, поэтому название было перенесено на ледник, представляющий собой более стабильное образование.
- мыс Симонова в Антарктиде (Земля Уилкса, 66°45′ ю.ш., 116°45′ в.д., открыт и нанесён на карту в 1956 году, название присвоено не позже 1959 года)[7].
- остров Симонова (побережье Северной Америки, архипелаг Александра, 56°30′ с.ш., 132°22′ з.д., название присвоено не позже 1865 года)[7].
- холмы Симонова (Антарктида, Берег Правды, 66°39′ ю.ш., 99°37′ в.д., открыты и нанесены на карту в 1956 году, название присвоено не позже 1959 года)[7].

Похоронен Симонов на Кизическом кладбище в Казани, которое было уничтожено в советское время. В 2010 году в Кизическом монастыре установлен памятный камень на условном месте захоронения И. М. Симонова.

## Публикации
- Астрономические и физические наблюдения, сделанные во время путешествия около света, ч. 1, СПБ, 1828;
- Опыт математической теории земного магнетизма, «Ученые записки Казанского университета», 1835, кн. 3.